# Episodi di Una famiglia del terzo tipo (terza stagione)
La terza stagione della serie televisiva Una famiglia del terzo tipo è stata trasmessa negli Stati Uniti dal 24 settembre 1997 al 20 maggio 1998 sulla rete NBC.
In Italia è andata in onda in prima visione dal 13 maggio 1999 su Italia 1.
| nº | Titolo originale                 | Titolo italiano                       | Prima TV USA      | Prima TV Italia |
| -- | -------------------------------- | ------------------------------------- | ----------------- | --------------- |
| 1  | Fun with Dick and Janet (Part 1) | Una moglie per Dick                   | 24 settembre 1997 | 13 maggio 1999  |
| 2  | Fun with Dick and Janet (Part 2) | Fuga d'amore                          | 24 settembre 1997 | 14 maggio 1999  |
| 3  | Tricky Dick                      | Scherzi da alieno                     | 8 ottobre 1997    | 15 maggio 1999  |
| 4  | Dick-in-Law                      | I genitori di Mary                    | 15 ottobre 1997   | 17 maggio 1999  |
| 5  | Scaredy Dick                     | La visita medica                      | 29 ottobre 1997   | 18 maggio 1999  |
| 6  | Moby Dick                        | Moby Dick                             | 5 novembre 1997   | 19 maggio 1999  |
| 7  | Eleven Angry Men and One Dick    | Giustizia è fatta!                    | 12 novembre 1997  | 20 maggio 1999  |
| 8  | A Friend in Dick                 | Chi trova un amico... trova un alieno | 19 novembre 1997  | 21 maggio 1999  |
| 9  | Seven Deadly Clips               | I sette vizi capitali                 | 3 dicembre 1997   | 22 maggio 1999  |
| 10 | Tom, Dick and Mary               | Un rivale in famiglia                 | 3 dicembre 1997   | 24 maggio 1999  |
| 11 | Jailhouse Dick                   | Crimini dell'altro mondo!             | 17 dicembre 1997  | 25 maggio 1999  |
| 12 | Dick on a Roll                   | Dick a rotelle                        | 7 gennaio 1998    | 26 maggio 1999  |
| 13 | The Great Dickdater              | Pianeta donna                         | 21 gennaio 1998   | 27 maggio 1999  |
| 14 | 36! 24! 36! Dick (Part 1)        | Le ragazze dello spazio sono facili!  | 25 gennaio 1998   | 28 maggio 1999  |
| 15 | 36! 24! 36! Dick (Part 2)        | Il Super Bowl                         | 25 gennaio 1998   | 29 maggio 1999  |
| 16 | Pickles and Ice Cream            | Un bebè per i Solomon                 | 28 gennaio 1998   | 31 maggio 1999  |
| 17 | Auto Eurodicka                   | Amore occasionale                     | 4 febbraio 1998   | 1º giugno 1999  |
| 18 | Portrait of Tommy as an Old Man  | Tommy va in pensione                  | 25 febbraio 1998  | 2 giugno 1999   |
| 19 | Stuck with Dick                  | Ritorno di fiamma                     | 18 marzo 1998     | 3 giugno 1999   |
| 20 | My Daddy's Little Girl           | Relazioni pericolose!                 | 1º aprile 1998    | 4 giugno 1999   |
| 21 | The Physics of Being Dick        | Un fisico alieno                      | 15 aprile 1998    | 5 giugno 1999   |
| 22 | Just Your Average Dick (Part 1)  | Cambiamo casa!                        | 28 aprile 1998    | 7 giugno 1999   |
| 23 | Just Your Average Dick (Part 2)  | Il nuovo extraterrestre               | 28 aprile 1998    | 8 giugno 1999   |
| 24 | Sally and Don's First Kiss       | I crackers della discordia            | 6 maggio 1998     |                 |
| 25 | When Aliens Camp                 | Il re della foresta                   | 13 maggio 1998    | 10 giugno 1999  |
| 26 | The Tooth Harry                  | Il video della scuola                 | 20 maggio 1998    | 11 giugno 1999  |
| 27 | Eat, Drink, Dick, Mary           | Il rapimento                          | 20 maggio 1998    | 12 giugno 1999  |